# بیابان پاتاگونیا
بیابان پاتاگونیا، بزرگ‌ترین بیابان آرژانتین و از نظر گستردگی، چهارمین بیابان بزرگ جهان است که زمینی به مساحت ۶۷۳۰۰۰ کیلومتر مربع را می‌پوشاند. بخش بزرگی از این بیابان در آرژانتین و بخش کوچکی از آن در شیلی قرار دارد. بیابان پاتاگونیا در منطقهٔ پاتاگونیا جنوب آرژانتین، از غرب به رشته کوه آند و از شرق به اقیانوس اطلس محدود است. بخش مرکزی استپ تا غرب آن، با درختچه و گیاهان علفی پوشانده شده است هرچه به سمت مناطق با ارتفاع بیشتر می‌رویم پوشش گیاهی از بوته به سمت گندمیان می‌رود. از نظر جغرافیایی، این بیابان شامل فلات‌های مرتفع و توده‌های کوهستانی است که توسط دره‌های رودخانه‌ای و دره‌های عمیق قطع شده‌اند. در بخش‌های غربی‌تر استپ، دریاچه‌هایی با منشأ یخچالی وجود دارد که به تدریج به کوه‌های لم‌یزرع یا جنگل‌های معتدل سردسیری در امتداد دره‌ها منتهی می‌شود.
ساکنان این بیابان از دوران پیشااسپانیایی بیشتر شکارچی-گردآورنده اند از سدهٔ ۱۹ میلادی ماپوچه، شیلیایی‌ها، آرژانتینی‌ها، ولزی‌ها و دیگر گروه‌های اروپایی به این منطقه کوچک کردند و دام‌های خود را به این بیابان آوردند. هم‌اکنون کاربری زمین بیشتر محدود به دامداری است.
بیابان پاتاگونیا از دوران میوسن میانی (۱۴ تا ۱۲ میلیون سال پیش) وجود داشته و در نتیجه برخاستن رشته‌کوه‌های آند در غرب، شکل گرفته است.

## جغرافیا و اقلیم آب و هوایی
بیابان پاتاگونیا بزرگ‌ترین بیابان واقع در جنوب مدار ۴۰ درجه جنوبی است و به عنوان یک بیابان بزرگ سرد زمستانی شناخته می‌شود، جایی که دما به‌ندرت از ۱۲ درجه سانتی‌گراد فراتر می‌رود و میانگین آن تنها ۳ درجه سانتی‌گراد است. این منطقه تقریباً هفت ماه زمستان و پنج ماه تابستان دارد. یخبندان در این بیابان پدیده‌ای غیرمعمول نیست، اما به دلیل خشکی شدید سالانه، بارش برف بسیار نادر است.
رشته‌کوه‌های آند در غرب بیابان، دلیل اصلی خشکی شدید آن هستند، زیرا این کوه‌ها مانع از ورود رطوبت جریان‌های غربی اقیانوس آرام جنوبی به داخل منطقه می‌شوند. این پدیده سایه باران ایجاد می‌کند که عامل شکل‌گیری این بیابان است. به همین دلیل، با وجود اینکه تقریباً نیمی از بیابان تنها ۲۰۰ مایل (۳۲۰ کیلومتر) با اقیانوس فاصله دارد، چنین منطقه خشک و وسیعی در این ناحیه به وجود آمده است. علاوه بر این، جریان سرد فالکلند در سواحل اقیانوس اطلس آمریکای جنوبی نیز در افزایش خشکی این منطقه نقش دارد.

### تفاوت‌های اقلیمی در مناطق مختلف بیابان پاتاگونیا
مناطق ساحلی شمالیِ مدار ۴۵ درجه جنوبی به دلیل تأثیر جریان‌های گرم برزیل دارای آب و هوای معتدل‌تری هستند. نیمه شمالی بیابان در تابستان گرم‌تر است و غالباً آفتابی می‌باشد.
دماهای تابستانی در مناطق مختلف:
- در منطقه ریو کلرادو، دما به ۳۱ درجه سانتی‌گراد می‌رسد.
- در سواحل شمالی، بین ۲۶ تا ۲۹ درجه سانتی‌گراد است.
- در دشت‌های شمالی، بین ۲۴ تا ۲۸ درجه سانتی‌گراد است.
- دمای شبانه در سواحل بین ۱۲ تا ۱۵ درجه سانتی‌گراد و در استپ بین ۷ تا ۱۰ درجه سانتی‌گراد متغیر است.

در جنوب منطقه، دمای تابستانی کاهش می‌یابد:
- در ساحل از ۲۲ به ۱۶ درجه سانتی‌گراد
- در استپ از ۲۴ به ۱۷ درجه سانتی‌گراد
- دمای شبانه در ساحل بین ۸ تا ۱۱ درجه سانتی‌گراد و در استپ بین ۶ تا ۱۰ درجه سانتی‌گراد است.

دماهای زمستانی در مناطق مختلف:
- در مناطق ساحلی شمالی، زمستان معتدل است:
  - دما ۲ درجه سانتی‌گراد در شب و تا ۱۱ درجه سانتی‌گراد در روز افزایش می‌یابد.
- در جنوب سانتا کروز، دما از ۲- تا ۵ درجه سانتی‌گراد تغییر می‌کند.
- در تیِرا دل فوئگو، دما بین ۳- تا ۳ درجه سانتی‌گراد است، با میانگین ۰ درجه سانتی‌گراد.
- در مناطق داخلی:
  - در شمال بیابان، دما در نواحی کم‌ارتفاع بین ۰ تا ۱۰ درجه سانتی‌گراد و در فلات‌ها بین ۵- تا ۵ درجه سانتی‌گراد است.
  - در جنوب، دمای نواحی کم‌ارتفاع بین ۳- تا ۴ درجه سانتی‌گراد و در ارتفاعات کمتر از ۰ درجه سانتی‌گراد باقی می‌ماند.
- در سرمای شدید، دما ممکن است بین ۲۰- تا ۲۵- درجه سانتی‌گراد کاهش یابد.
- رکورد رسمی سردترین دما در استان چوبوت با ۳۳٫۹- درجه سانتی‌گراد ثبت شده است، اما برخی شهرها ادعا می‌کنند که دما به ۳۵- درجه سانتی‌گراد نیز رسیده است.

یخبندان تابستانی در سراسر بیابان پاتاگونیا رایج است، به‌جز در سواحل شمالی. حتی در فصل گرم نیز باران یخی و برف سبک ممکن است رخ دهد. وزش بادهای مداوم و بسیار قوی، عمدتاً از سمت غرب، از ویژگی‌های بارز این منطقه است.
پیش از تشکیل رشته‌کوه‌های آند، این منطقه احتمالاً با جنگل‌های معتدل پوشیده شده بود. اما پس از تشکیل آند، خاکسترهای آتشفشانی ناشی از آتشفشان‌های نزدیک، جنگل‌ها را پوشاند و آب‌های اشباع‌شده از مواد معدنی به داخل تنه‌های درختان نفوذ کردند. این فرایند موجب سنگواره شدن درختان شد و یکی از بهترین جنگل‌های فسیلی حفاظت‌شده در جهان را در مرکز بیابان پاتاگونیا به وجود آورد.
بیابان پاتاگونیا عمدتاً از دشت‌های سنگ‌ریزه‌ای و فلات‌ها تشکیل شده است که در آن‌ها دره‌های ماسه‌سنگی و ساختارهای رسی به چشم می‌خورند. این اشکال زمین‌شناسی، توسط بادهای شدید بیابان به مرور زمان تراشیده و شکل داده شده‌اند. با این حال، منطقه‌ای که این بیابان را در بر می‌گیرد، ویژگی‌های متنوعی دارد. رودخانه‌های موقتی، دریاچه‌ها و رسوبات ناشی از ذوب برف‌های بهاری آند هر ساله تشکیل می‌شوند و انواع پرندگان آبزی و گیاهان آبزی را در خود جای می‌دهند. علاوه بر این، رسوبات یخچالی، رودخانه‌ای و آتشفشانی در منطقه دیده می‌شود که تأثیر زیادی بر آب و هوای بیابان در طول زمان گذاشته و به رسوبات سنگ‌ریزه‌ای که بخش‌هایی از بیابان پاتاگونیا را می‌پوشانند، کمک کرده است.
این بیابان بسیار پر باد است که نتیجه اثر سایه باران و نزول هوای سرد کوهستانی است. این بادها باعث می‌شوند که پاتاگونیا یکی از بزرگ‌ترین منابع گرد و غبار در اقیانوس اطلس جنوبی باشد.
در غرب بیابان، علفزارهای پاتاگونیا در مجاورت جنگل‌های نوتوفاگوس (راش) ماژلانی قرار دارند. بیش از ۱۲۰٬۰۰۰ کیلومتر مربع از بیابان پاتاگونیا با سنگ‌های آتشفشانی پوشیده شده است، به‌ویژه در توده سنگی سومون کورا (یا توده شمال پاتاگونیا) و توده سنگی دِسِئادو. سایر مناطق آتشفشانی شامل میدان آتشفشانی پالی-آیکه در نزدیکی تنگه ماژلان هستند. این سنگ‌های آتشفشانی ناشی از فعالیت‌های آتشفشانی پس‌قوسی هستند که عمدتاً در دو دوره زمانی رخ داده‌اند:
1. دوره ائوسن تا میوسن
2. دوره میوسن پسین تا پلیستوسن

## کاربری انسانی زمین‌ها در بیابان پاتاگونیا
مانند رادا تیلی در ساحل اقیانوس اطلس، بیشتر مناطق سکونتگاهی بزرگ در استپ پاتاگونیا در امتداد سواحل قرار دارند.

### سکونت بومیان در گذشته
بیابان پاتاگونیا در طول تاریخ میزبان گروه‌های مختلف بومیان بوده است که نقاشی‌های غار در این منطقه گواهی بر حضور آن‌هاست. اولین ساکنان شناخته‌شده این بیابان، اعضای فرهنگ تهوئلچه بودند. تهوئلچه‌ها به‌عنوان شکارچی-گردآورنده زندگی می‌کردند و برخلاف برخی تمدن‌های دیگر، کشاورزی در دره‌های حاصلخیز بیابان را انجام نمی‌دادند.
در قرن‌های ۱۸ و ۱۹، بخش شمالی بیابان تحت تأثیر قوم ماپوچه قرار گرفت، در فرآیندی که به نام آروکانیزاسیون شناخته می‌شود. ماپوچه‌ها در شمال استپ پاتاگونیا به پرورش اسب روی آوردند. این قبایل کنترل تجارت در سراسر بیابان را به دست گرفتند و با شهرهای جنوب شیلی، بوئنوس آیرس و منطقه کویو دادوستد داشتند.

### استعمار اروپاییان و تسخیر بیابان
از اواسط قرن ۱۹، شهرک‌های آرژانتینی و اروپایی در حاشیه‌های بیابان ظاهر شدند که برخی از آن‌ها به‌صورت موقت بودند. مهم‌ترین این سکونتگاه‌ها در سال ۱۸۶۰ توسط مهاجران ولزی در نزدیکی دهانه رود چوبوت تأسیس شد. در دهه ۱۸۷۰، پریتو مورنو بیابان را مورد کاوش قرار داد.
در همین دهه، ارتش آرژانتین کارزار «تسخیر بیابان» را اجرا کرد و جنگجویان ماپوچه را به‌شدت شکست داد. این عملیات منجر به کاهش شدید جمعیت بومیان بیابان شد؛ برخی از آن‌ها به شیلی و مناطق دورافتاده آند رانده شدند. تخمین زده می‌شود که این نبردها حدود ۱۰۰۰ بومی را به کشتن داد. علاوه بر این، ۱۰٬۰۰۰ بومی به اسارت گرفته شدند که از این تعداد، ۳۰۰۰ نفر به بوئنوس آیرس منتقل و به‌صورت تفکیک جنسیتی نگه‌داری شدند تا از زاد و ولد آن‌ها جلوگیری شود.
معاهده مرزی ۱۸۸۱ بین شیلی و آرژانتین بیشتر بخش‌های بیابان را تحت حاکمیت قطعی آرژانتین درآورد. پیش از آن، شیلی بخش‌هایی از این بیابان را با استناد به عناوین استعماری به ارث‌رسیده، قلمرو خود می‌دانست.

### رونق دامداری و تأثیر آن بر منطقه
در چند دهه قبل و بعد از سال ۱۹۰۰، بخش‌های کمتر خشک استپ پاتاگونیا شاهد رونق دامداری گوسفند بودند. این امر باعث شد منطقه به یکی از بزرگ‌ترین صادرکنندگان محصولات گوسفندی در جهان تبدیل شود.

### وضعیت امروزی
امروزه، این منطقه به‌شدت کم‌جمعیت است و ساکنان آن عمدتاً با پرورش دام مانند گوسفند و بز امرار معاش می‌کنند. همچنین، استخراج منابع طبیعی، به‌ویژه نفت، گاز و زغال‌سنگ، یکی دیگر از روش‌هایی است که انسان‌ها با محیط بیابان تعامل کرده و بر آن تأثیر می‌گذارند.